# Islam en Tunisie
Voir aussi
L'islam en Tunisie est considérée comme la religion officielle. On estime que la très large majorité de la population tunisienne se considère en effet comme musulmane, bien qu'il n'existe pas de recensement national. La plupart des musulmans sont sunnites, de rite malikite, mais aussi de rite hanafite, porté par les descendants des Ottomans (kouloughlis). Le soufisme a une influence importante. Il existe aussi quelques milliers de musulmans ibadites parmi les habitants du sud de l'île de Djerba, reste de la présence ibadite dans le Sud tunisien jusqu'au XVIIIe siècle.
Le pays compte 5 470 mosquées à la fin décembre 2015.

## Pratique
Il n'y a pas de données fiables sur le nombre de musulmans pratiquants, mais une recherche menée par Tore Kjeilen en 1994 montre que 40 % de la population tunisienne sont des musulmans pratiquants, 50 % ne participent qu'aux fêtes importantes et 10 % ne sont pas pratiquants du tout. Un sondage réalisé en 2012 révèle que 62 % des Tunisiens sont pratiquants, 40 % d'entre eux n'allant pas dans les mosquées et faisant la prière chez eux.

## Soufisme

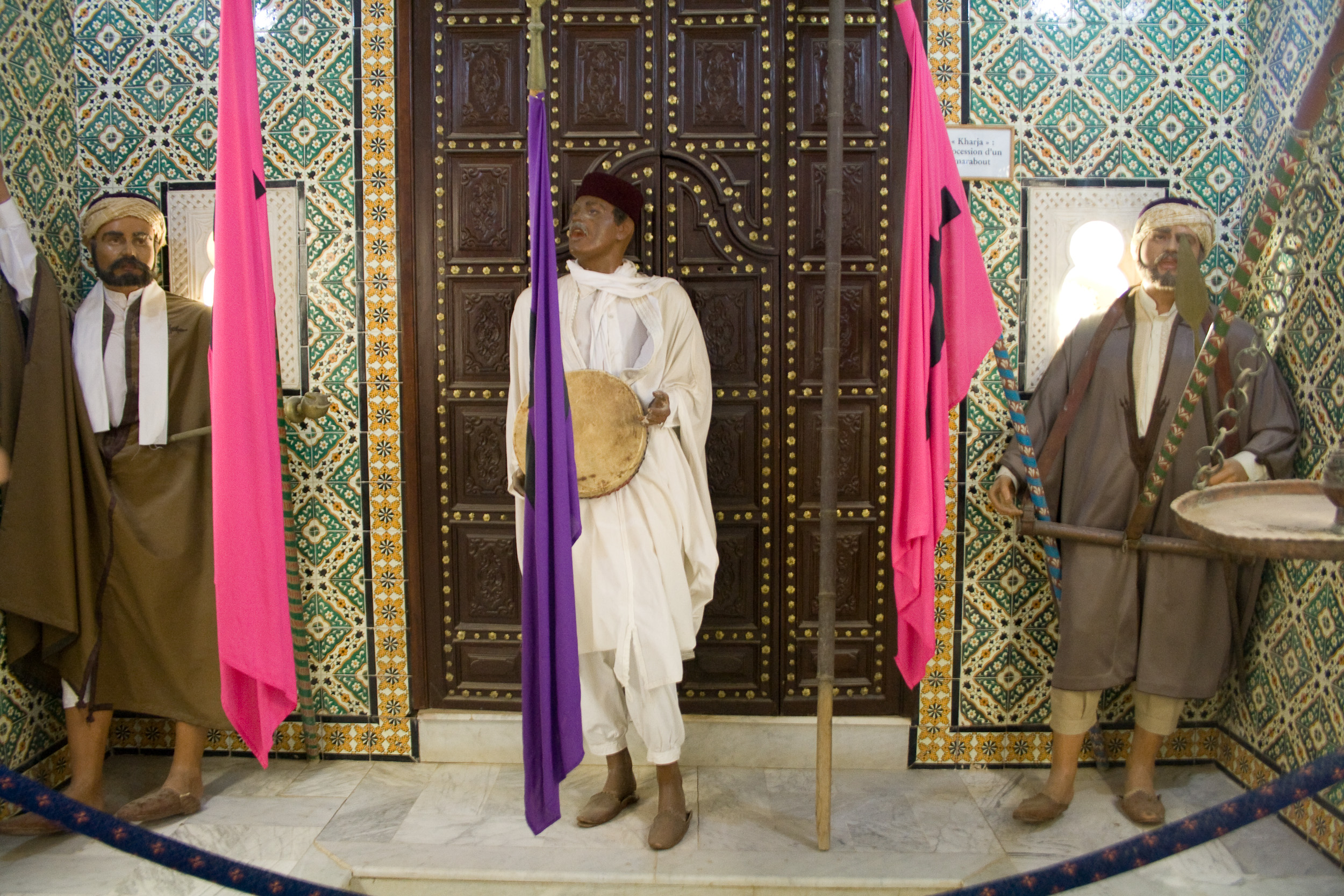
Représentation d'une kharja.

Les confréries sont apparues en Tunisie sous l'impulsion d'Abou Hassan al-Chadhili dont l'enseignement soufi à Tunis eut de nombreux adeptes qui ont créé la confrérie de la Chadhiliyya. Selon les propos rapportés par Mohamed El Aziz Ben Achour, c'est à lui que l'on devrait l'habitude prise par les Tunisois de boire du café, pour tenir jusqu'à la fin des cérémonies se terminant par une prière à l'aube :
« Deux zaouïas au moins comportèrent des espaces consacrés au café : la café Mrabet de Tunis, et le fameux café des nattes de Sidi Bou Saïd qui, à l'origine, faisait office d'entrée principale de la zaouïa. »
Dans les zaouïas est enseigné un amour de Dieu qui se passe de jurisprudence ou de hadith, ce qui provoque l'hostilité de certains oulémas. Mais le soufisme, qui s'est étendu à toutes les couches sociales, est considéré comme un facteur de cohésion sociale ; c'est pourquoi il a été protégé par les Hafsides.
Il semble que de nombreux soufis quittent le pays après l'indépendance de la Tunisie en 1956, lorsque leurs bâtiments leur sont confisqués, en même temps que ceux des fondations de l'islam sunnite. Bien que la communauté soufie soit de taille réduite, sa tradition mystique influence l'islam dans tout le pays. Pendant les festivités du ramadan, les soufis réalisent des danses religieuses et proposent des activités culturelles.

## Islam et État

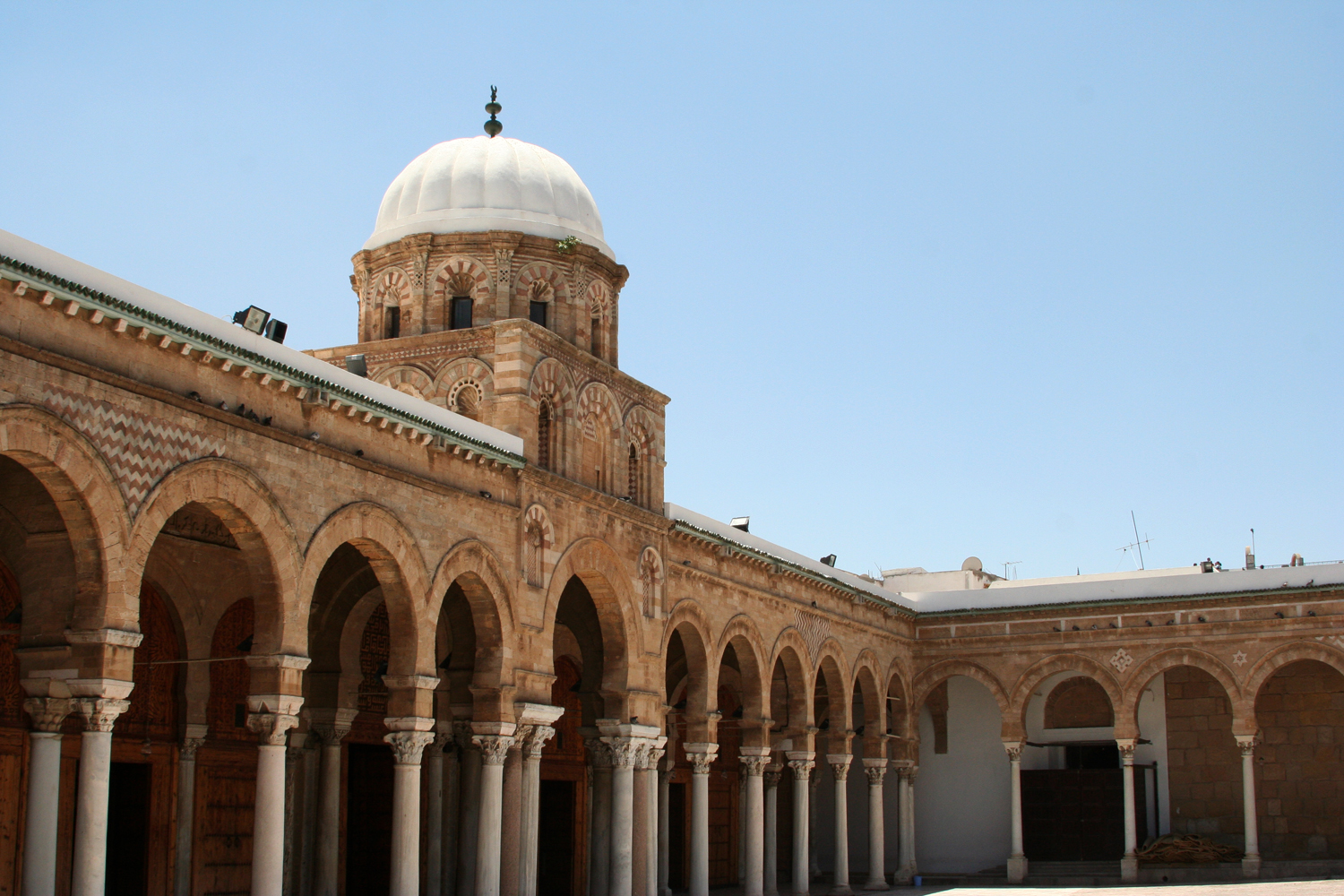
Mosquée Zitouna de Tunis.

L'islam en Tunisie est considérée comme religion d'État, mais les principes de la charia sont exclus de la Constitution.
Le gouvernement contrôle les mosquées et paie le salaire des imams. La loi de 1988 sur les mosquées édicte que seuls les imams payés par le gouvernement peuvent exercer dans les mosquées, et que les mosquées doivent être fermées en dehors des horaires de prière ou des cérémonies religieuses comme les mariages et les funérailles. Les nouvelles mosquées construites deviennent la propriété du gouvernement. L'enseignement de l'islam a lieu dans les écoles publiques.
Dans les conflits au sein des familles, la loi est interprétée selon les dispositions du Code du statut personnel qui abolit la polygamie, crée une procédure judiciaire pour le divorce et n'autorise le mariage que sous consentement mutuel des deux époux. Toutefois, le code inclut le système de l'héritage sur la base de la tradition islamique, mais certaines familles évitent ce système par des contrats de vente entre parents et enfants, de sorte que la répartition de l'héritage entre hommes et femmes soit équilibrée.
Les fêtes religieuses nationales sont l'Aïd al-Adha, l'Aïd el-Fitr et le Mouled. Le gouvernement reconnaît aussi certaines fêtes religieuses non musulmanes.

## Question du voile
À partir du début des années 2000, le hidjab fait une apparition particulièrement perceptible à Tunis et dans le sud du pays,. Selon Souhayr Belhassen, journaliste et vice-présidente de la Ligue tunisienne des droits de l'homme, il s'agirait d'un « phénomène de mode » qui s'appuierait sur le contexte international : 
« La guerre en Irak et la situation palestinienne provoquent une révolte identitaire contre l'Occident oppresseur qui se révèle dans le port du voile. »
C'est dans ce contexte que, le 11 octobre 2006, le président Zine el-Abidine Ben Ali se prononce contre le hidjab « d'inspiration sectaire importée de l'extérieur ». Son ministre des affaires étrangères Abdelwahab Abdallah ajoute le 13 octobre qu'il s'agit d'un « slogan politique affiché par un groupuscule qui se dissimule derrière la religion pour réaliser des desseins politiques ».

Pour Khadija Chérif, présidente de l'Association tunisienne des femmes démocrates (ATFD), la recrudescence est réelle mais date du début des années 2000. Pour elle, la montée du hidjab constitue « une rupture avec toutes les traditions vestimentaires du pays et une valorisation d'un modèle très répandu dans les pays où les femmes continuent de subir la polygamie, la répudiation, le divorce unilatéral, la tutelle matrimoniale et bien d'autres discriminations ». En 2003, sa structure dénonce déjà qu'« un peu partout dans la rue, à l'école, dans les établissements publics, surgissent des femmes jeunes et moins jeunes qui portent la tenue islamique ». L'ATFD estime par ailleurs que les femmes qui portent le hidjab sont issues de toutes les classes sociales. Concernant les éventuelles raisons de ce phénomène, Chérif déclare : 
« On ne peut pas généraliser, mais certaines parlent de politique, de réaction contre le gouvernement, de la religion ou d'une façon de se démarquer des Occidentaux. »
C'est pour éviter l'extension du phénomène que le gouvernement souhaite alors l'application stricte du décret de 1981 qui interdit le port du hidjab dans les établissements et les espaces publics. Entré en vigueur en 1985 sous la présidence de Habib Bourguiba, il suscite de vives réactions d'associations de défense des droits de l'homme : l'Organisation mondiale contre la torture regrette, dans un rapport de 2002, que le décret ait « entraîné l'exclusion scolaire de plus d'une centaine de filles qui se retrouvèrent, par conséquent, privées de leur droit à l'éducation. Le décret 108 ne s'appliquant qu'aux femmes, il constitue une discrimination à l'égard des filles dans la mise en œuvre de leur droit à l'éducation. En outre, cette interdiction illustre une discrimination fondée sur la foi et l'opinion ». C'est ainsi que, lors des examens de fin d'année en 2003, 37 jeunes filles voilées d'un lycée du gouvernorat de Bizerte se sont vu interdire l'accès aux salles à moins de s'engager auprès de la police à ne plus porter le hidjab.

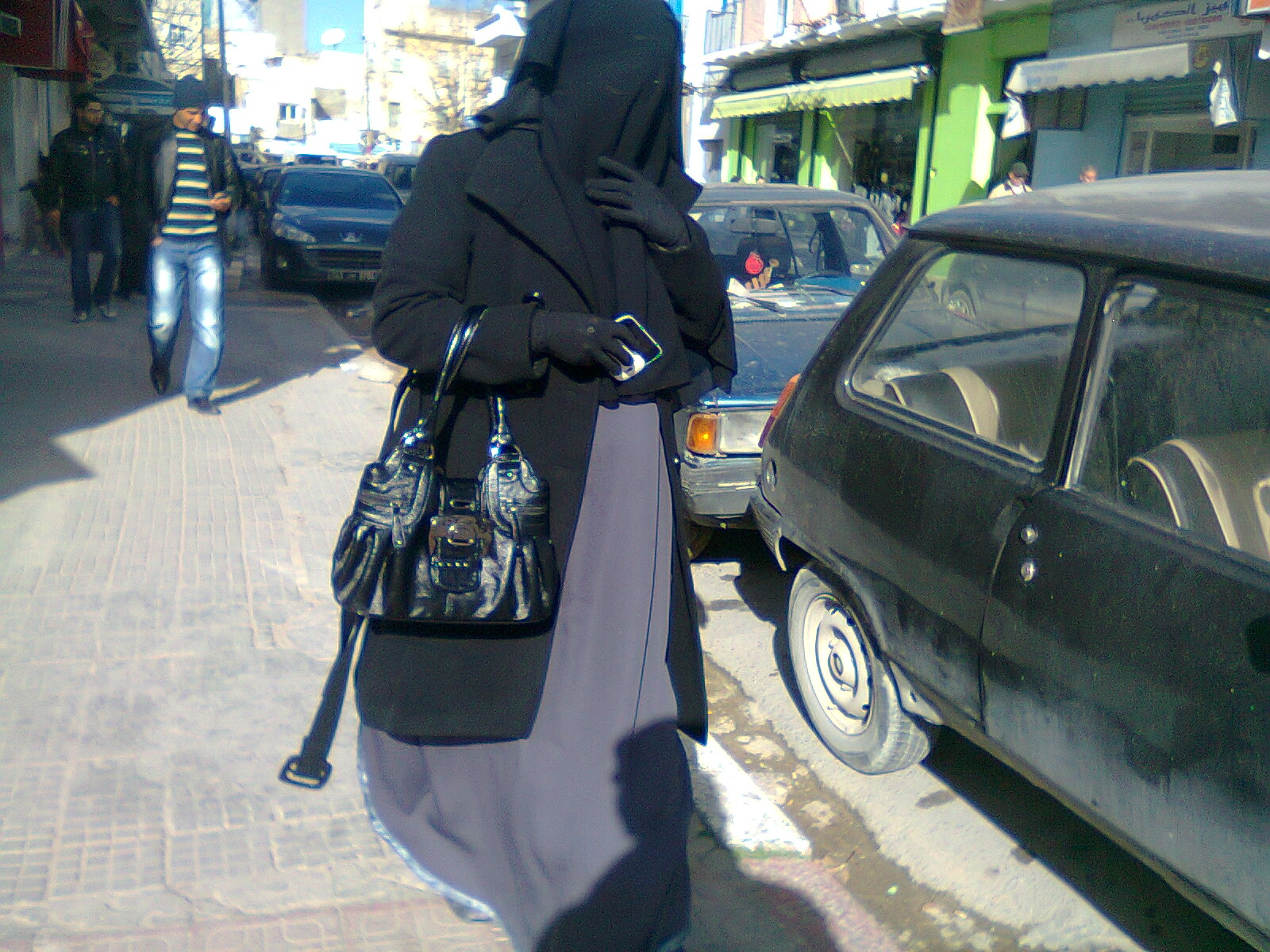
Femme portant le niqab.

Selon le quotidien libanais L'Orient-Le Jour et des témoins cités par l'AFP, « des femmes voilées sont souvent interpellées, devant parfois s'engager par écrit à ne plus porter le voile au risque de perdre leur emploi ou de devoir abandonner leurs études. Des témoins ont fait état d'interventions de policiers en civil, notamment à Sfax, enlevant des voiles à l'arraché en pleine rue ». Le tour de vis choquerait peu la majorité les Tunisiennes mais met en émoi une partie du monde arabe, phénomène relayé par les forums de discussion sur Internet et les grandes chaînes de télévision satellitaires dont Al Jazeera qui diffuse un débat sur le hidjab donnant lieu à des critiques acerbes contre le gouvernement tunisien. À la suite de cet incident, le 25 octobre 2006, le gouvernement tunisien annonce la fermeture de son ambassade au Qatar.
Le 8 octobre 2007, la presse annonce qu'une juge du Tribunal administratif, Samia El Bekri, a rendu un arrêté mettant fin à la suspension d'une enseignante dans une école secondaire pour son insistance à porter le hidjab en cours. Il précise que la circulaire 102, publiée en 1986 et qui restreint le port du hidjab, n'est pas conforme à la Constitution de 1959 et a demandé au ministère de l'éducation de réinstaller l'enseignante dans ses fonctions et de lui assurer un dédommagement tant financier que personnel.
Après la chute du régime de Zine el-Abidine Ben Ali, le hidjab fait un retour spectaculaire. Signe social de religiosité, il se multiplie dans l’espace public. Pour la première fois, les Tunisiens voient manifester des femmes entièrement couvertes par un niqab. En 2012 et 2013, des universités sont notamment le théâtre de heurts entre défenseurs du droit à porter le voile intégral et leurs détracteurs.